# Kherington Payne
Kherington Taylor Payne (Whittier, Califórnia, 26 de janeiro de 1990) é uma atriz e dançarina norte-americana, conhecida pela sua participação no reality show So You Think You Can Dance. Também participou, em 2009, da  remontagem do filme Fame (Fama). Atualmente é uma das integrantes do grupo Pussycat Dolls.
Participou de um episódio da série Glee e do videoclipe da música California Gurls, de Katy Perry com o rapper Snoop Dogg.
Também está no elenco de Leading Ladies, filme com estreia prevista para 2010.